# OKICA
OKICA（オキカ）は、沖縄県（沖縄本島）の鉄道・バス事業者で導入されている非接触型ICカード乗車券である。

「タッチ&ゴー」の動き

## 概要
沖縄都市モノレールと沖縄本島内の主要バス事業者4社（琉球バス交通・沖縄バス・那覇バス・東陽バス）、Nバス（南城市コミュニティバス）で使用できる乗車カード（交通系ICカード）である。2014年10月20日より沖縄都市モノレールで先行導入され、2015年4月27日にバス4社での運用を一斉に開始し、本格運用を開始した。2021年10月20日からは、Nバス（南城市コミュニティバス）でも利用が可能となっている。沖縄県内で交通機関に使用できる初めての交通系ICカードである。
「OKICA」の名称は「OKINAWA IC CARD」の略である。また「沖縄が変わる」という意味も含まれている。
システム開発はモバイルクリエイト（本社・大分市）、発行・運営は沖縄都市モノレールやバス会社が出資する「沖縄ICカード株式会社」が行い、ICカード読み取り機・自動改札機などの導入に必要な費用は沖縄県からの補助金にてまかなう。初年度の発行枚数は3万4千枚で、2019年6月現在の総発行枚数は35万枚。
2018年6月1日から定期券用に駅名や利用期限などが記載されるスペースを入れるため、カードのデザインが変更されている。

## 他の交通系ICカードとの関係について
OKICAは日本鉄道サイバネティクス協議会が定めたICカード乗車券に関する共通規格（サイバネ規格）を採用していない。これは、導入費用や維持費用が割高になることと、各事業者が独自の乗車券を数多く設定していることがあり、さらに沖縄ICカードの関係者が「沖縄県内の路線バス事業者が頻繁に路線の変更・新設を行うため、申請に時間のかかるサイバネ規格では対応が難しい」ことを理由に挙げている。そのため、利用開始当初より、SuicaやPASMOなどの他の交通系ICカードとの相互利用や片利用はできない。
これについて、内閣府沖縄総合事務局では2017年の会議の中で、OKICAエリアでの交通系ICカード全国相互利用サービスへの対応（片利用）を念頭に、2020年を目処に交通系ICカードが使えるようにする仕組みを検討している旨を報告。その後目立った動きはなかったが、2020年3月10日から、沖縄都市モノレール（ゆいレール）が単独でSuicaを導入し、全国相互利用サービスに対応した（他のOKICA導入事業者は引き続き非対応）。
なお、ゆいレールでのSuica利用に関しては、基本的に「発行済みのSuicaによるストアードフェア残高でのモノレール線利用」に限定され、ゆいレールではSuicaを販売しない。また、OKICA独自のサービス（OKICAポイントほか）が受けられないほか、以下の制限がある。
- Suica（その他の相互利用ICカードを含む。以下同じ）にゆいレールの定期券を搭載できない。
- OKICAのチャージ残高をSuicaに移すことができない。
- 「おとなり割引」が適用されない。
- ゆいレールの券売機での切符購入ならびにチャージはできない。また、普通乗車券の不足額の精算にSuica残高を利用できない。
- 精算機がある駅でのチャージ精算等は可能。無い駅では窓口対応。
- オートチャージに対応しない（OKICAには機能自体がない）。
- Suicaの払い戻しに対応しない。

## 沖縄ICカード株式会社
沖縄ICカード株式会社は乗車用ICカード「OKICA」を運営する株式会社である。
カードの取扱いを主たる業務とし、カードのポイントの管理業務も行なっている。またフィギュア付を除くOKICAは他の多くの乗車用ICカードと同様に売却・譲渡ではなく貸与の形式であるため、カードの所有権は沖縄ICカード株式会社にある。

## 利用範囲
沖縄都市モノレール（ゆいレール）の路線全線と、琉球バス交通・沖縄バス・那覇バス・東陽バス・Nバス（南城市コミュニティバス）の全バス路線が利用可能となっている。
当初は導入後2年をめどに、船舶、タクシー、商業施設への利用拡大も検討されていたが、その後目立った動きは無かったものの、2021年8月16日から使用に対応した商業施設やタクシーでの利用ができるようになった。

## 種類
- 無記名OKICA - 個人情報を登録しない（紛失しても再発行できない）
- 記名OKICA - 個人情報を登録する記名式カード。紛失しても再発行はできる。
- 小児用OKICA - 6歳以上小学生以下が対象の記名式カード。満12歳になる年度の3月31日まで有効。
- 障がい者用OKICA - 障害者手帳所持者が対象の記名式カード。年1回更新が必要。
- 学生用OKICA - 中学生以上の学生が対象の記名式カード。付与ポイントが通常のOKICAより高い。毎年度初めに更新が必要。
- フィギュア付きOKICA - 沖縄観光親善使節[20]でOKICA推進大使を兼ねるキャラクター「花笠マハエ」のフィギュアで、台座にはICチップが入ったコイン型トークンが内蔵されており[21]、ICカードとして使用できる。2015年4月27日に路線バスへの導入を記念し5000個限定で発売した。フィギュア付きの交通系ICカードは全国初[22][注釈 3]。OKICAカードと異なりゆいレールの券売機に挿入できない形状であるため、券売機による入金や乗車券購入はできない。したがって入金はゆいレールの窓口（有人改札）、バス営業所及びバス運賃箱に限られる。
- NバスOKICA - NバスオリジナルデザインのOKICAで、申し込みは南城市民のみ、受付は沖縄バス南城出張所（南城市役所バスターミナル隣接）に限られる。効用は記名OKICAに準じる[1][25]。

## ポイントサービス
「OKICA」導入にともない、1か月（毎月1日-月末。暦どおり）のOKICA利用額に応じて、翌月6日にポイントが付与される。ただし、OKICA以外での乗車（現金支払い、回数券、定期券での乗車、ゆいレールの「おとなりきっぷ」）はポイント対象外となっている。